# Malchow
Malchow é uma cidade da Alemanha localizada no distrito de Mecklenburgische Seenplatte, estado de Mecklemburgo-Pomerânia Ocidental.
É membro e sede do Amt de Malchow.